# Elisa Cardani
Elisa Cardani (Asti, 5 maggio 1990) è un'ex pallavolista italiana.
Giocava nel ruolo di libero.

## Carriera
La carriera di Elisa Cardani inizia nelle giovanili della pallavolo Junior Casale di Alessandra. Viene subito notata e nel 2006 comincia la carriera in serie A come libero all'Asystel Novara. Da lì una carriera nei campionati nazionali (dalla B2 alla A1) con anche convocazioni nelle nazionali giovanili che si è dovuta concludere a marzo 2017 causa un problema alle anche.